# 网走支厅
網走支廳，為過去位於日本北海道道東地方的支廳，支廳辦公室設於網走市，已於2010年隨著北海道廢除支廳被改組為鄂霍次克綜合振興局。

## 歴史
- 1897年11月：設置網走支廳，下轄原北見國斜里郡、網走郡、常呂郡、紋別郡。[1]
- 2010年4月1日：北海道廢除支廳，改設為鄂霍次克綜合振興局。

## 行政區域
- 市部：北見市、網走市、紋別市
- 網走郡：大空町、美幌町、津別町
- 斜里郡：斜里町、清里町、小清水町
- 常呂郡：訓子府町、置戶町、佐呂間町

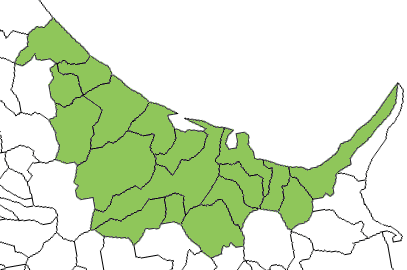
網走支廳行政區劃

- 紋別郡：遠輕町、湧別町、瀧上町、興部町、西興部村、雄武町